# Paranerita translucida
Paranerita translucida är en fjärilsart som beskrevs av Rothschild 1917. Paranerita translucida ingår i släktet Paranerita och familjen björnspinnare. Inga underarter finns listade i Catalogue of Life.